# Шанявский, Александр Иосифович
Алекса́ндр Ио́сифович Шаня́вский (пол. Aleksander Szaniawski, рус. дореф. Александръ Іосифовичъ Шанявскій; ок. 1830, Польша — ок. 1899, Ардатов) — польский революционер, в ссылке — провизор в городе Ардатове Нижегородской губернии, один из организаторов побега Пелагии Домбровской.

## Биография
Дворянин. Родился в Польше около 1830 года. За участие в Польском восстании против Российской империи в 1863 году был сослан в Ардатов — в то время уездный город Нижегородской губернии. По прибытии в ссылку устроился на работу провизором местной аптеки. Там же в Ардатове отбывали ссылку 36 других поляков, среди которых была Пелагия Домбровская — жена одного из организаторов и руководителей восстания Ярослава Домбровского, который был приговорён к пожизненной каторге, но сумел избежать ареста.

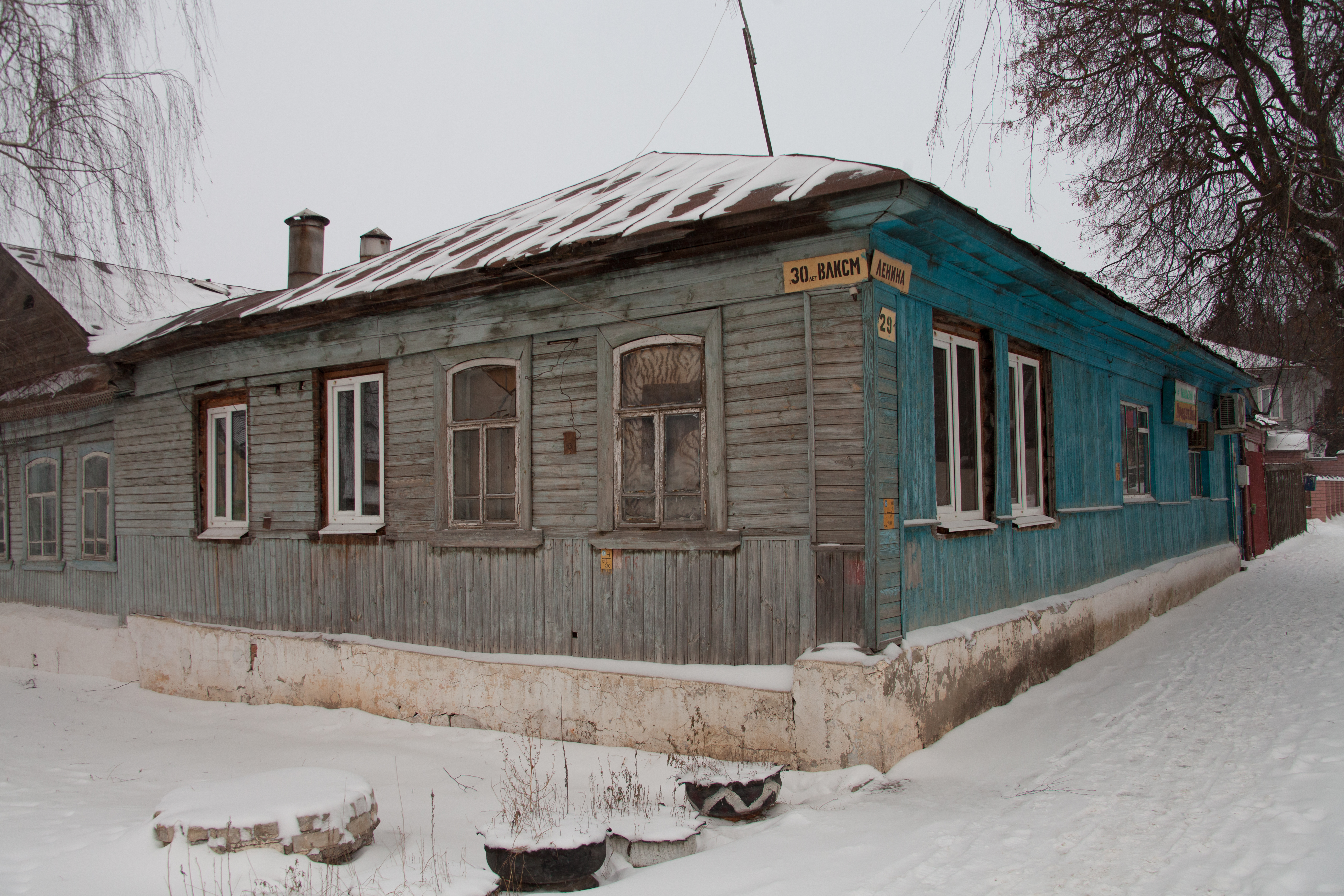
Дом, в котором жил в Ардатове Шанявский. Современный вид

Тайным обществом «Земля и воля» был разработан план побега Домбровской, в котором должен был принять участие и Александр Иосифович Шанявский. В мае 1865 года один из членов организации Владимир Михайлович Озеров, якобы отправлявшийся на богомолье в Дивеевский монастырь, заехал к Шанявскому в Ардатов. В доме на углу Прогонной и Арзамасской улиц (современные улицы 30 лет ВЛКСМ и Ленина), где жил провизор, заговорщики встретились, чтобы обговорить детали операции. В 11 часов 16 мая, возвращаясь из монастыря, Озеров подъехал на наёмной пролётке к условленному месту. К тому моменту провизор сходил к дому, где квартировала Домбровская, и под предлогом необходимости дать ей какие-то лекарства вывел её из под охраны. Домбровская вместе с Озеровым доехали на пролётке до Гороховца, где пересели на поезд, а потом по фальшивому паспорту на имя Пелагеи Дюран та покинула пределы Российской империи.
За участие в побеге Пелагии Домбровской Александр Шанявский был лишён дворянства и ему до конца жизни было запрещено покидать Ардатов, где он и скончался около 1899 года.